# Hyperolius viridigulosus
Hyperolius viridigulosus är en groddjursart som beskrevs av Schiøtz 1967. Hyperolius viridigulosus ingår i släktet Hyperolius och familjen gräsgrodor. IUCN kategoriserar arten globalt som sårbar. Inga underarter finns listade i Catalogue of Life.